# 베이스 오보에

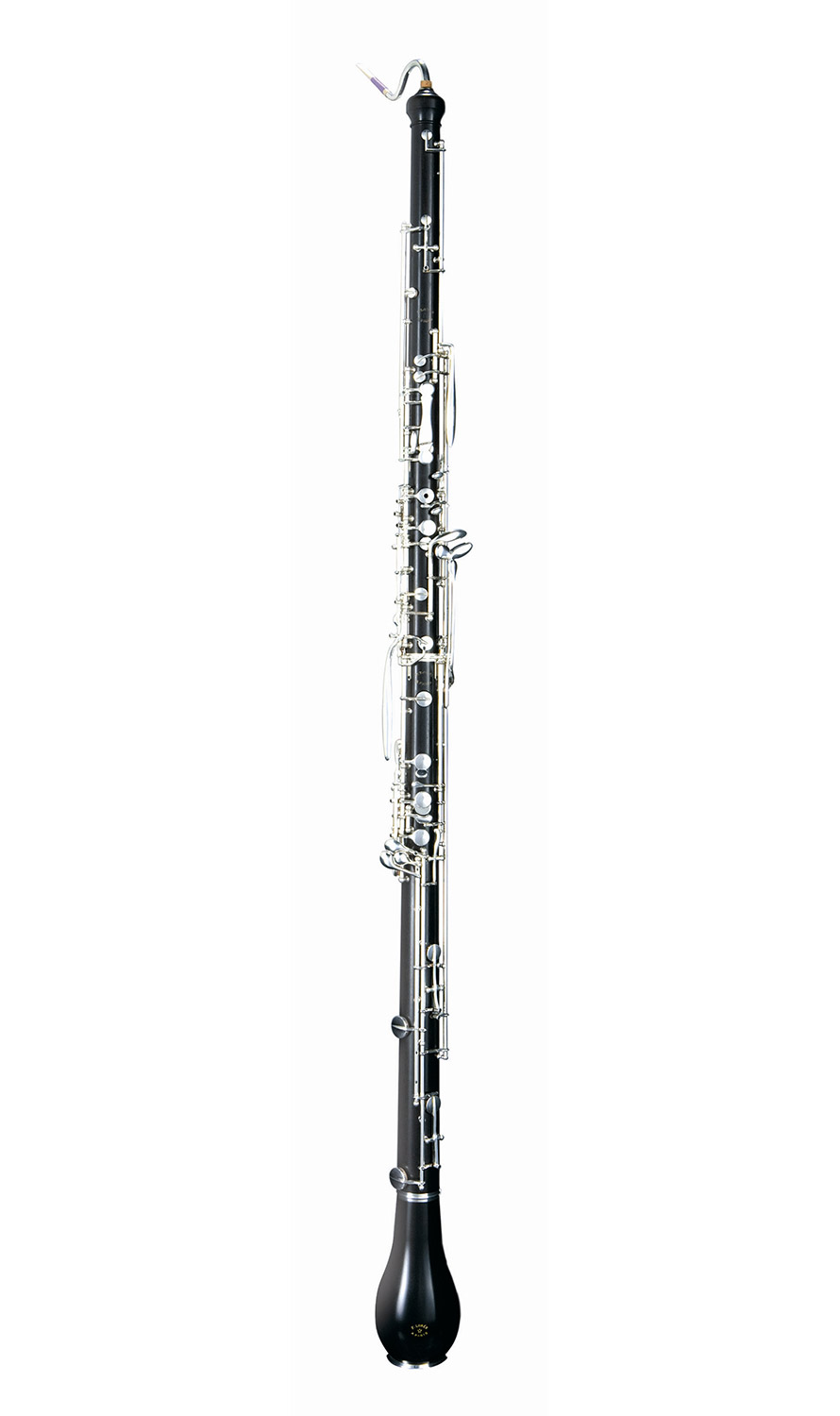

베이스 오보에(bass oboe) 또는 바리톤 오보에(baritone oboe)는 목관악기 계열의 더블리드 악기이다. 기본적으로 일반(소프라노) 오보에 크기의 두 배이므로 한 옥타브 낮게 들린다. 이 악기는 고음 사촌인 잉글리시 호른과 다소 유사한 깊고 완전한 음색을 가지고 있다. 베이스 오보에는 고음 음자리표로 표기되어 기보된 것보다 한 옥타브 낮은 소리를 낸다. 가장 낮은 소리는 B2(과학적인 음높이 표기법)이며 중간 C보다 한 옥타브, 반음 낮다. 하지만 낮은 B♭2를 생성하기 위해 악기의 하단 조인트와 벨 사이에 추가 키가 있는 확장을 삽입할 수도 있다. 악기의 보칼 또는 크룩은 먼저 연주자에게서 멀리 떨어진 다음 연주자 쪽으로 휘어지며(잉글리시 호른과 오보에 다모어의 보칼/크룩과는 달리) 다소 납작한 금속 물음표처럼 보인다. 또 다른 사기꾼 디자인은 베이스 클라리넷 넥피스 모양과 유사하다. 베이스 오보에는 잉글리시 호른과 비슷하지만 더 큰 자체 더블 리드를 사용한다.